# Тріумвірат

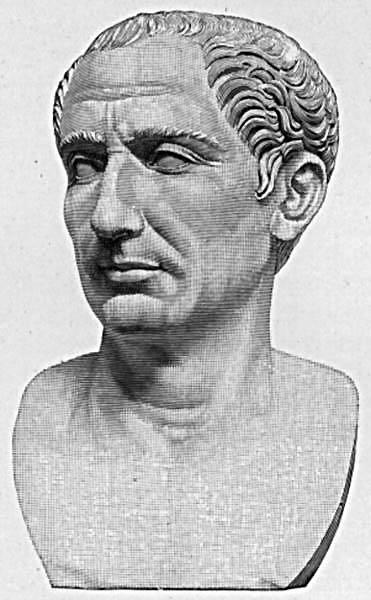
Гай Юлій Цезар — тріумвір першого тріумвірату

Тріумвіри (лат. triumviri або tresviri), також тріумвірат (лат. triumvirātus, досл. «союз трьох осіб») (від лат. tres (trium) — 
«три» і лат. vir — «чоловік»):
1. первісно (V—II ст. до н. е.) — спеціальна комісія (надзвичайна магістратура), що складалися з трьох членів і призначалася римським сенатом для виконання певного доручення.
2. у пізній республіці I ст. до н. е. — альянс між трьома приблизно однаковими за могутністю політичними чи військовими лідерами для досягнення певної мети. Відомо два таких тріумвірати і обидва існували нетривалий період.[3]

## Перший тріумвірат
Детальніші відомості з цієї теми ви можете знайти в статті Перший тріумвірат.
У політичному житті Риму на 60 рік до н. е. найяскравіше виділялися три постаті: Гай Юлій Цезар, Гней Помпей і Марк Ліциній Красс. Незважаючи на свій вплив, ніхто з них не міг протистояти сенату.
Юлій Цезар, хоч і належав до патриціанського роду, вів боротьбу проти сенатської аристократії. За це він накликав на себе ненависть багатьох видних політиків з табору оптиматів, як то: Марк Порцій Катон, Марк Кальпурній Бібул та інші. Не маючи змоги вказати на політичні помилки свого ворога, вони намагалися зобразити Цезаря як розпусного властолюбця, втім ці спроби були настільки абсурдними і очевидно направленими на заплямування Гая Юлія, що викликали зворотний результат.
Марк Ліциній Красс і Гней Помпей були давніми противниками. Причин на те було багато: присвоєння слави за перемогу над Спартаком Помпеєм, боротьба за першість в римському політикумі тощо. Але для обох Цезар був особистим другом і вигідним партнером.
Укладення тріумвірату стало, як казали свого часу, «союзом слави Помпея, грошей Красса і розуму Цезаря». Разом вони змогли провести ряд важливих для себе рішень: Помпей отримав земельні наділи для своїх ветеранів, Крассу дісталася війна з парфянами, а Цезар отримав намісництво у Галії. Перший триумвірат розпався 53 року до н. е., коли у битві з армією Парфії загинув Марк Ліциній Красс. Баланс впливу було порушено і почалося протистояння двох найвпливовіших людей держави: Цезаря і Помпея. Зі смертю Юлії Цезаріс, дочки Гая Юлія і дружини Гнея Помпея, їхня неприязнь переросла у протистояння.
Сенат мав обирати, кого підтримати у цьому суперництві. Цезар здавався їм небезпечним, оскільки мав більш тонкий розум, армію, славу, гроші і високе походження. Помпей був провінціалом з великими, але нічим не підкріпленими амбіціями, що давало змогу легко маніпулювати ним. Цезаря оголосили ворогом Республіки. 13 грудня 49 року до н. е. Марцелл в супроводі кількох сенаторів вручив Помпею меч «для захисту вільного ладу». Саме цю дату офіційно вважають початком громадянської війни у стародавньому Римі.

## Другий тріумвірат
Детальніші відомості з цієї теми ви можете знайти в статті Другий тріумвірат.
Вбивство Юлія Цезаря в березневі іди не викликало бурхливої радості в народі як це пророкували змовники. Навпаки, деякі античні автори згадують, що на церемонії поховання люди у відчаї кидалися в полум'я до тіла свого лідера. Підігрітий пафосною промовою Марка Антонія, натовп мало не вбив Брута, Касія та їхніх прибічників, тому тепер їм терміново потрібно було покинути столицю. Саме в цей час у політичну гру ввійшов Гай Октавій Фурин (за заповітом Цезаря був усиновлений і отримав ім'я Гай Юлій Цезар Октавіан), внучатий племінник диктатора. Він заприсягнувся помститися вбивцям Гая Юлія і першим його кроком стала роздача грошей римлянам, згідно із заповітом. Причому для цього йому довелося розпродати своє майно, оскільки Марк Антоній прибрав гроші Цезаря до своїх рук. У відповідь на це, Октавіан, заручившись підтримкою Цицерона, провів рішення визнати Антонія ворогом народу і разом з консулами Гіртієм і Пансою перемагає в битві при Мутіні, в якій обидва консули гинуть.

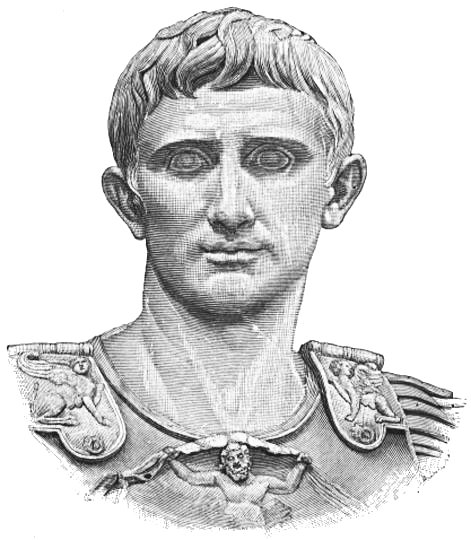
Октавіан Август — тріумвір другого тріумвірату

У цей час сенат призначив свого полководця Марка Емілія Лепіда, але той перейшов на сторону Антонія. У жовтні 43 року до н. е. Октавіан, Антоній і Лепід створили тріумвірат для боротьби з вбивцями Цезаря. Для прийняття цього союзу кожен з тріумвірів склав проскрипційні списки знищення «незручних» осіб, які містили і близьких для кожного з них людей. Так за волею Марка Антонія був вбитий союзник Октавіана Цицерон. У 42 році до н. е. Антоній і молодий Цезар переправилися в Грецію, де в битві при Філіпах розбили військо Брута і Касія (обидва змовники вкоротили собі віку). Так жоден з вбивць Гая Юлія не пережив його більш як на 2 роки, прийнявши ганебну смерть.
Тріумвіри розділили між собою провінції: Октавіану дістався Рим і західні провінції, Антонію — східні, Лепіду — Африка. Але у владі місця вистачало тільки для одного. Лепіда списали з рахунків, оскільки він не мав ані впливу, ані достатньо ресурсів для ведення війни. Антоній став маріонеткою в руках майстерної інтриганки, єгипетської цариці Клеопатри. Під її тиском Марк Антоній заборонив поставки зерна до Риму і спровокував Октавіана до початку війни. Втім Октавіан повернув це на свою користь: серед населення почалася кампанія з викриття Антонія. Вибуховим стало привселюдне оголошення його заповіту, згідно з яким Рим мав перейти до дітей Клеопатри. По суті це стало зреченням Антонія своєї Батьківщини і вже 32 року до н. е., з закінченням терміну дії тріумвірату у противників були розв'язані руки. Октавіана обрали консулом і він оголосив війну Клеопатрі. 31 року до н. е. у морській битві при мисі Акцій, флот Антонія і Клеопатри зазнав нищівної поразки. По прибутті в Єгипет обидва покінчили життя самогубством. Цезаріона вбили за наказом Октавіана, який фактично стає одноосібним правителем імперії.